# Paul A. Dever

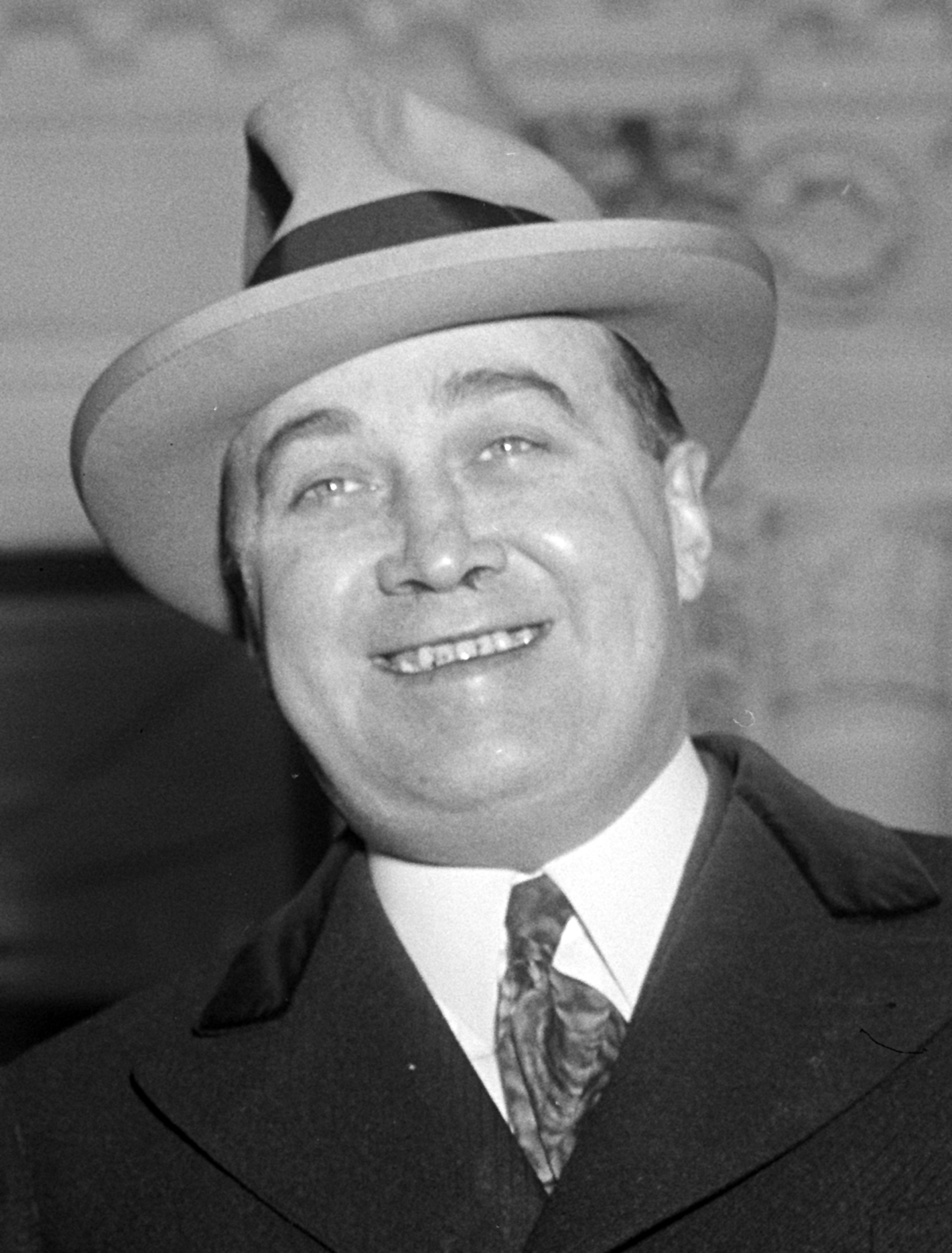
Paul A. Dever (1939)

Paul Andrew Dever (* 15. Januar 1903 in Boston, Massachusetts; † 11. April 1958 ebenda) war ein US-amerikanischer Politiker und von 1949 bis 1953 Gouverneur des Bundesstaates Massachusetts.

## Frühe Jahre und politischer Aufstieg
Paul Dever besuchte die Oliver Wendell Holmes School in Dorchester, die Boston Latin School und danach bis 1926 die Boston University, an der er Jura studierte. Danach begann er in Boston in seinem neuen Beruf zu arbeiten. Politisch wurde er Mitglied der Demokratischen Partei. Von 1928 bis 1934 saß er als Abgeordneter im Repräsentantenhaus von Massachusetts. Danach war er zwischen 1935 und 1941 Attorney General seines Staates. Im Jahr 1940 kandidierte er erfolglos für das Amt des Gouverneurs. Während des Zweiten Weltkrieges diente Dever in der US Navy.

## Gouverneur von Massachusetts
Nach dem Krieg setzte Dever seine politische Laufbahn fort. Im Jahr 1946 bewarb er sich erfolglos für das Amt des Vizegouverneurs, aber zwei Jahre später wurde er als Kandidat seiner Partei gegen den republikanischen Amtsinhaber Robert F. Bradford zum neuen Gouverneur gewählt. Nach einer Wiederwahl konnte er dieses Amt zwischen dem 6. Januar 1949 und dem 8. Januar 1953 ausüben. In seiner Regierungszeit wurde die gesetzliche Entschädigung für Opfer von Arbeitsunfällen erhöht. Bildungseinrichtungen und Wohltätigkeitseinrichtungen wurden finanziell besser unterstützt. Gouverneur Dever beteiligte sich auch an der damals in den Vereinigten Staaten weitverbreiteten Kampagne gegen angebliche kommunistische Umtriebe.
1952 bewarb sich Dever erfolglos um die demokratische Präsidentschaftsnominierung. Im selben Jahr geriet seine Regierung unter Druck, als der Bund der Steuerzahler von Massachusetts eine überdurchschnittliche Erhöhung der Renten von Regierungsmitgliedern und Parlamentariern des Staates aufdeckte. Der Gouverneur berief eine Sondersitzung der Legislative ein und gemeinsam wurde die Rücknahme des fraglichen Gesetze beschlossen. Trotzdem unterlag Dever bei den Gouverneurswahlen des Jahres 1952.

## Weiterer Lebenslauf
Nach dem Ende seiner Gouverneurszeit zog sich Dever aus der Politik zurück. Er starb im April 1958 und wurde in Boston beigesetzt. Paul Dever war ein Cousin von William Emmett Dever, der zwischen 1923 und 1927 als Bürgermeister von Chicago vergeblich versuchte, den Umtrieben der Gangster, allen voran Al Capone, Einhalt zu gebieten.